# BGL-BNP Paribas Open Luxembourg 2009
Il BGL Luxembourg Open 2009 è stato un torneo di tennis giocato sul cemento. È stata la 19ª edizione del BGL Luxembourg Open, che fa parte della categoria WTA International nell'ambito del WTA Tour 2009. Il torneo si è giocato a Lussemburgo dal 17 al 25 ottobre 2009.

## Partecipanti WTA

### Teste di serie
| Nazionalità | Giocatore            | Ranking1 | Testa di serie |
| ----------- | -------------------- | -------- | -------------- |
| Danimarca   | Caroline Wozniacki   | 5        | 1              |
| Belgio      | Kim Clijsters        | 18       | 2              |
| Francia     | Virginie Razzano     | 19       | 3              |
| Slovacchia  | Daniela Hantuchová   | 23       | 4              |
| Belgio      | Yanina Wickmayer     | 24       | 5              |
| Germania    | Sabine Lisicki       | 28       | 6              |
| Ucraina     | Kateryna Bondarenko  | 29       | 7              |
| Spagna      | Carla Suárez Navarro | 34       | 8              |

- 1Ranking al 12 ottobre

### Altre partecipanti
Giocatrici che hanno ricevuto una Wild card:
- Kim Clijsters
- Polona Hercog
- Mandy Minella

Giocatrici passate dalle qualificazioni:
- Maria Elena Camerin
- Catalina Castaño
- Kirsten Flipkens
- Barbora Záhlavová-Strýcová

Giocatrici Lucky Loser:
- Anne Kremer
- Aravane Rezaï

## Campionesse

### Singolare
Timea Bacsinszky ha battuto in finale  Sabine Lisicki, 6-2, 7-5
- Per la Bacsinszky è il 1º titolo dell'anno e della sua carriera.

### Doppio
Iveta Benešová /  Barbora Záhlavová-Strýcová hanno battuto in finale  Vladimíra Uhlířová /  Renata Voráčová, 1-6, 6-0, [10-7]